# Производство кофе в Панаме
Производство кофе в Панаме, в долине Бокете, относится к началу XX века. Хотя к тому времени кофе рос в диком виде по всему тихоокеанскому побережью Панамы, производство не соответствовало внутреннему потреблению. Международная организация по кофе (ICO) сгруппировала мягкую арабику как сорт кофе, который выращивается в Панаме. Кофе наилучшего качества в Панаме выращивается в Бокете. В обзоре кофе 2008 года, два панамских кофе получили более высокую оценку и цены, чем кофе из Коста-Рики. Это в основном связано с беспрецедентным успехом сорта Гейша. Этот сорт возник в Эфиопии и через Танзанию и Коста-Рику в 1960-х годах прибыл в Панаму. Но только в 2004 году был признан его выдающийся вкусовой профиль. В 2019 году один фунт зерен Panama Geisha принес на аукционе 1029 долларов.
Из выращиваемого в стране кофе 82 процента составляет арабика и 18 процентов робуста. Сорт арабики из высокогорья Чирики, растущий на высоте 2300-3500 футов (700—1070 м), считается самым высоким по качеству из панамского кофе, он ароматный, с острым вкусом и легкой степенью кислотности. Также известным является кофе с плантаций на южном склоне вулкана Бару.
В 2013 году, согласно статистике ФАО, производство кофе в стране составило 10 100 тонн, что составляет около 0,1 % от мирового производства. Он был выращен на площади 22 400 га (55 000 акров) с урожайностью 4509 гектограммов с га. Статистика производства кофе за период с 1961 по 2015 год показывает минимум (402 тонн) в 1961 году, 1,422 тонны в 1985 году, а в 2014 году — 510 тонн.
Для некоторых коренных народов Панамы, например, гуайми (нгабе) и Buglé, которые проживают в провинциях Чирики и Бокас-дель-Торо, производство кофе является средством к существованию.
Правительство Панамы обеспечивает защиту кофейных растений и сельскохозяйственных культур от воздействия вредителей, поскольку это одна из основных культур экспорта. В 2013 вредителями, серьезно затронувшими кофейные плантации на площади 20 097 га (49 660 акров), были кофейная ржавчина (Hemilieia vastatrix), Mycena citricolor и Hypothenemus hampei.